# 워싱턴주의 대학 목록
다음은 미국 워싱턴주의 대학 목록이다.

## 주립

### 4년제
- 워싱턴 대학교
- 워싱턴 주립 대학교
- 웨스턴 워싱턴 대학교
- 이스턴 워싱턴 대학교
- 센트럴 워싱턴 대학교

### 2년제
- 에드먼즈 칼리지

## 사립

### 4년제
- 퍼시픽 루서런 대학교
- 퓨젯 사운드 대학교
- 왈라 왈라 대학교
- 곤자가 대학교

### 칼리지
- 시애틀 퍼시픽 대학교
- 시애틀 대학교

### 폐교
- 무디신학대학교

## 같이 보기
- 미국의 대학 목록
- 대학 목록